# 高阶基章
高阶基章（平假名：たかしな の もとあき）是日本平安時代后期的人物。本出自醍醐源氏，为但馬守源家实之子，后为舅舅木工頭高階為章的養子，改高阶氏。

## 人物生平
保延2年（1136年）正月任右近衛将监。康治元年（1142年）12月把这个职位让给儿子高阶为泰。
详细事迹不明，只知道他的一个女儿嫁给了平清盛为正室，并在保延4年生下清盛的嫡子平重盛、翌年又生下次子平基盛。此后他女儿的事迹也完全不明。与作为武家平氏的家督而受到朝廷重视的清盛相对，基章只获得了相当于正六位的官职右近卫将监，身份低微。他和清盛的交集或许是在清盛担任中務大輔时为了朝廷的公务与近卫将监的往来。
研究日本古代史的神户大学教授高橋昌明在《清盛以前 増補・改訂版》与《平家的群像》这两本著作中写到，藤原赖长日记《台记》的康治元年（1142年）6月7日条有记载其父藤原忠实曾与高阶基章的妻子况密通并生下一个女儿。他推测清盛的妻子或许就是这个女儿。
但是同样是研究日本古代史的元木泰雄在他的著作《藤原忠実 人物叢書》中提出了反论。认为如果这个女儿是清盛的妻子的话那么为什么不明说。实际上在《台记》的记录中这个女儿的年龄和经历和夫君的名字什么都没写到，忠实也长年怀疑这个孩子不是自己亲生。在平安时代男性普遍多妻的情况下，这个女儿和清盛的妻子是否同母也不能确定。

## 家庭
- 养父：高階為章（日语：高階為章）（实为舅舅）
- 父：源家実
- 母：高階為家之女
- 妻：况 - 御厨子所得選
  - 女儿（况与摄关藤原忠实私通所生）[1]
- 生母不明
  - 男子：高階為泰
  - 男子：高阶为安[2]
  - 女子：平清盛室

## 脚注
1. ↑  《台记》
2. ↑  据《尊卑分脉》醍醐源氏